# Тенгиз (озеро)
Тенги́з (каз. Теңіз — «море, большое озеро»; Тениз, Денгиз, Нуринское) — горько-солёное бессточное озеро на западе Тенгиз-Кургальджинской впадины в северной части Казахского мелкосопочника (Сары-Арка), крупнейшее из Тенгиз-Кургальджинских озёр. Находится в Казахстане у границы Акмолинской области с Карагандинской, на территории Коргалжынского района. Входит в состав Коргалжынского заповедника, который с 2008 года является частью объекта Всемирного наследия ЮНЕСКО «Сарыарка — Степи и озёра Северного Казахстана». В 1976 году Тенгиз-Кургальджинская система озёр была включена в перечень водно-болотных угодий международного значения, подпадающих под действие Рамсарской конвенции.
Расположено в тектонической впадине. Площадь — 1590 км²; длина — 74,4 км, ширина — 40,2 км, глубина — до 7,75 м. В озеро Тенгиз впадают реки Нура, Куланотпес (Куланутпес). В отдельные годы значительная часть Тенгиза пересыхает. Вода содержит мирабилит.
Озеро Тенгиз достаточно большое, оно в три раза больше Боденского озера. В самом озере много островов.
Берега с северной, северо-западной, западной части — пологие, южная и юго-западная — с нанесенным песчаным валом до 1,5—2,0 м высоты.
Подпитка — реки Нура, Куланотпес, Еспесай (весенние талые воды). Дно ровное. С южной и юго-западной сторон твёрдое (слои песчаника), с северной и северо-западной сторон илистое.
Замерзает в первой декаде декабря, вскрывается в марте (с первыми оттепелями, в зависимости от температурного режима).

## Экосистема озера
Цепочка пресных разливов с отдельными плёсами в дельте рек Куланотпес и Нура в дальнейшем впадающих в озеро Тенгиз образовали Тенгиз-Кургальджинскую систему озёр. Озеро Тенгиз с 1968 года входит в заповедную зону и с 2008 года находится в центре территории Республиканского государственного учреждения «Коргалджынский государственный природный заповедник». Минерализация оз. Тенгиз колеблется от 50 до 200 г соли на литр воды. Рыбы нет, хотя на побережье нередко можно найти выброшенные волнами, высохшие крупные тушки рыб (карп, крупный карась) принесённые из дельты рек. На озере Тенгиз (в зависимости от гидрологического режима) отмечено более 20 изолированных островов, некоторые из которых являются удобным местом для гнездовых колоний розового фламинго (это самое северное расположение гнездовой колонии розового фламинго в мире). В период 2006—2011 годов было учтено около 45 тыс. особей этого вида. К 2015 году численность заметно сократилась (не более 15 тыс.). В дельте реки Нура, впадающей в озеро, также скапливается большое количество водоплавающих птиц (гусей, уток, занесенного в Красную книгу Казахстана — кудрявого пеликана, малой и большой белой, серой цапли, куликов, крачек). Тростниковые заросли в дельте реки Нура создали благоприятные условия многочисленным водоплавающим птицам не только для гнездования, но и во время линьки и в период весенне-осенней миграции.
В регионе отмечено более 350 видов наземных и более 180 видов водных сосудистых растений. Из 350 видов отмеченных здесь птиц более 120 видов составляют группу водно-болотных. Суммарная их численность в период линьки, гнездования и весенне-осенней миграции превышает 5 млн особей. Также отмечено 45 видов млекопитающих. Среди них редкий с резко сокращающейся численностью вид — сайгак.
С западной, юго-западной и южной сторон озера расположен Казахский мелкосопочник на которых устраивают свои гнезда степные орлы.

## Интересные факты
В 1976 году на озеро Тенгиз впервые в истории советской пилотируемой космонавтики приводнился спускаемый аппарат экспедиции «Союз-23». Посадка на озеро произошла глубокой ночью в снежном буране в 2 км от берега при температуре −20 °C. Выходной люк оказался в воде, космонавты находились в спускаемом аппарате около 12 часов. Спасти космонавтов удалось лишь отбуксировав спускаемую капсулу на берег с помощью вертолёта.